# نيي لامبتي
نيي لامبتي (بالإنجليزية: Nii Lamptey)‏ (10 ديسمبر 1974 بتيما في غانا - ) هو مدرب كرة قدم ولاعب كرة قدم غاني في مركز الوسط، شارك في كأس الأمم الأفريقية 1996 وكأس الأمم الأفريقية 1994 والألعاب الأولمبية الصيفية 1992 وكأس الأمم الأفريقية 1992. وشارك مع منتخب غانا تحت 17 سنة لكرة القدم ومنتخب غانا تحت 20 سنة لكرة القدم ومنتخب غانا لكرة القدم. أما مع النوادي، فقد لعب مع أستون فيلا وأشانتي كوتوكو وأنقرة غوجو وشاندونغ لونينغ وغرويتر فورت وكوفنتري سيتي ونادي آيندهوفن ونادي النصر ونادي النصر ونادي رويال أندرلخت ونادي فينيزيا ويو دي ليريا ويونيون دي سانتا في ونادي جومو كوزموز.

## وصلات خارجية
- نيي لامبتي على موقع الاتحاد الدولي (مؤرشف)  (الإنجليزية)
- نيي لامبتي على موقع اتحاد تركيا (لاعب) (الإنجليزية)
- نيي لامبتي على موقع قاعدة بيانات كرة القدم.إي يو (الإنجليزية)
- نيي لامبتي على موقع ناشيونال فوتبول تيمز (الإنجليزية)
- نيي لامبتي على موقع Soccerway.com (الإنجليزية)
- نيي لامبتي على موقع عالم كرة القدم.نت (الإنجليزية)
- نيي لامبتي على موقع اللجنة الأولمبية الدولية (الإنجليزية)
- نيي لامبتي على موقع أوليمبيديا (الإنجليزية)